# پاتریشیا کوئین
پاتریشیا کوئین (به انگلیسی: Patricia Quinn)، معروف به: خانم استیونس (به انگلیسی: Lady Stephens)، متولد ۲۸ مه ۱۹۴۴، بازیگر و خواننده اهل ایرلند شمالی است. معروفیت او بیشتر به خاطر بازی در فیلم راکی هارور در نقش ماجانتا و تئاتر راکی هارور است. او همسر رابرت استیونس بازیگر اهل بریتانیا بود.